# Emil Konradsen Ceïde
Pour les articles homonymes, voir Konradsen.
Emil Konradsen Ceïde, né le 3 septembre 2001 à Finnsnes en Norvège, est un footballeur norvégien évoluant au poste d'ailier au Rosenborg BK.

## Biographie

### En club
Emil Konradsen Ceïde est formé avec le club du Finnsnes IL (en), équipe évoluant en troisième division norvégienne. Il y joue deux matchs avec l'équipe première en 2017. 
Le 19 mai 2017, est annoncé le recrutement d'Emil Konradsen Ceïde, par le plus grand club du pays, le Rosenborg BK. D'abord intégré aux équipes de jeunes, il joue son premier match avec l'équipe première le 19 avril 2018, en Coupe de Norvège, face au modeste club du SK Trygg/Lade. Il entre en jeu à la place de Rafik Zekhnini ce jour-là, et son équipe s'impose sur le score de quatre buts à deux. Cette année, il participe également à la Supercoupe de Norvège, qui se déroule le 26 avril face au Lillestrøm SK. Il entre en jeu en cours de partie, et Rosenborg gagne la rencontre sur le score de un but à zéro. Ceide obtient ainsi le premier titre de sa carrière professionnelle. Il joue son premier match en championnat le 7 juillet 2018, lors d'une victoire de son équipe face à Tromsø IL (2-1). Rosenborg est sacré champion de Norvège en fin de saison 2018.
En mai 2019, Emil Konradsen Ceïde prolonge son contrat avec Rosenborg jusqu'en 2021, et devient titulaire au sein de l'équipe. Le 17 juillet 2019, Ceide joue son premier match de Ligue des champions, lors d'une rencontre de qualification face au Linfield FC. Entré en jeu à la place d'Anders Konradsen, il voit son équipe remporter le match sur le score de quatre à zéro.
En janvier 2022, lors du mercato hivernal, Emil Konradsen Ceïde est prêté jusqu'à la fin de la saison à l'US Sassuolo avec obligation d'achat. L'ailier norvégien vient pour remplacer Jérémie Boga, parti à l'Atalanta Bergame.

### En sélection
Souvent surclassé en équipes de jeunes, Ceïde joue avec l'équipe de Norvège des moins de 18 ans à partir de 2019, alors qu'il n'a que 17 ans. Cette année-là, il inscrit son premier but avec cette sélection, le 13 juin, en amical face au Japon (victoire 2-3 de la Norvège).
Il est retenu avec les espoirs pour participer au championnat d'Europe espoirs en 2023.

## Vie privée
Emil Konradsen Ceïde est le frère jumeau de Mikkel Konradsen Ceïde, lui aussi footballeur professionnel. Après avoir vécu ses premières années à Tromsø il déménage avec sa famille à Haïti lorsqu'il a huit ans. Il fait son retour en Norvège un an plus tard, seulement quelques semaines avant le séïsme qui frappe Haïti en 2010.

## Palmarès
- Rosenborg BK
  - Champion de Norvège en 2018.
  - Vainqueur de la Supercoupe de Norvège en 2018.